# I Love You Baby
Az I Love You Baby Szandi magyar énekesnő negyedik albuma. Ez az első Szandi album, mely CD lemezen is megjelent, illetve az utolsó mely bakelit hanglemezen is kiadásra került. A dalokat Fenyő Miklós írta, de a lemez nem lett akkora siker, mint a Tinédzser l’amour és a Szerelmes szívek, csak a negyedik lett a slágerlistán.

## Számok listája
LP (SLPM 37665)
1. I Love You Baby
2. Meseautó
3. Álmodj rólam
4. Big Boy
5. Csípj belém
6. Tedd az ajkad az ajkamhoz
7. Más ez a csók
8. Álom, édes álom
9. Szállj szépen, szépségem
10. Forog a világ

## Közreműködő zenészek[2]
- Háttérének: Bodza Andrea, Fekete Gyula, Fenyő Miklós, Lukács László
- Borítóterv: Computer Tipográfia Stúdió
- Gitárok: Bogdán Csaba, Harsányi Zsolt
- Zene, Szöveg és Producer: Fenyő Miklós
- Fényképezte: Nagy Zoltán
- Computer programok, mix: Berkes Gábor
- Szaxofon: Fekete Gyula

## Külső Hivatkozás
- Allmusic Archiválva 2006. március 8-i dátummal a Wayback Machine-ben